# ACS Award in Colloid Chemistry
Der ACS Award in Colloid Chemistry wird von der American Chemical Society seit 1954 jährlich für herausragende Leistungen auf dem Gebiet der Kolloidchemie vergeben. Der Preis wurde 1952 als ACS Award in Colloid and Surface Chemistry gestiftet und bis 1993 von der Kendall Co. gesponsert. Er wurde daher auch als Kendall Award bezeichnet.

## Preisträger
- 1954 Harry N. Holmes
- 1955 John W. Williams
- 1956 Victor K. LaMer
- 1957 Peter J. W. Debye
- 1958 Paul H. Emmett
- 1959 Floyd E. Bartell
- 1960 John D. Ferry
- 1961 Stephen Brunauer
- 1962 George Scatchard
- 1963 William Albert Zisman
- 1964 Karol J. Mysels
- 1965 George D. Halsey, Jr.
- 1966 Robert S. Hansen
- 1967 Stanley G. Mason
- 1968 Albert C. Zettlemoyer
- 1969 Terrell L. Hill
- 1970 Jerome Vinograd
- 1971 Milton Kerker
- 1972 Egon Matijevic
- 1973 Robert L. Burwell, Jr.
- 1974 W. Keith Hall
- 1975 Robert Gomer
- 1976 Robert J. Good
- 1977 Michel Boudart
- 1978 Harold A. Scheraga
- 1979 Arthur W. Adamson
- 1980 Howard Reiss
- 1981 Gábor A. Somorjai
- 1982 Gert Ehrlich
- 1983 Janos H. Fendler
- 1984 Brian E. Conway
- 1985 Stig E. Friberg
- 1986 Eli Ruckenstein
- 1987 John T. Yates, Jr.
- 1988 Howard Brenner
- 1989 Arthur T. Hubbard
- 1990 J. Michael White
- 1991 W. Henry Weinberg
- 1992 David G. Whitten
- 1993 D. Wayne Goodman
- 1994 J. Kerry Thomas
- 1995 Thomas Engel
- 1996 T. G. M. van de Ven
- 1997 Harden M. McConnell
- 1998 Eric W. Kaler
- 1999 Nicholas J. Turro
- 2000 Darsh T. Wasan
- 2001 Charles T. Campbell
- 2002 Charles M. Knobler
- 2003 Clayton J. Radke
- 2004 Joseph A. Zasadzinski
- 2005 A. Paul Alivisatos
- 2006 Alice P. Gast
- 2007 William B. Russel
- 2008 Lee R. White
- 2009 Jacob N. Israelachvili
- 2010 Moungi G. Bawendi
- 2011 Dennis C. Prieve
- 2012 Robert J. Hamers
- 2013 Steve Granick
- 2014 Kenneth B. Eisenthal
- 2015 Paul S. Weiss
- 2016 Nicholas L. Abbott
- 2017 Nicholas A. Kotov
- 2018 Håkan Wennerström
- 2019 Naomi J. Halas
- 2020 Molly M. Stevens
- 2021 Emily A. Weiss
- 2022 Matthew Tirrell
- 2023 Joanna Aizenberg
- 2024 Robert D. Tilton
- 2025 Norman J. Wagner[1]
- 2026 Dmitri V. Talapin[2]